# 洛斯滕湖

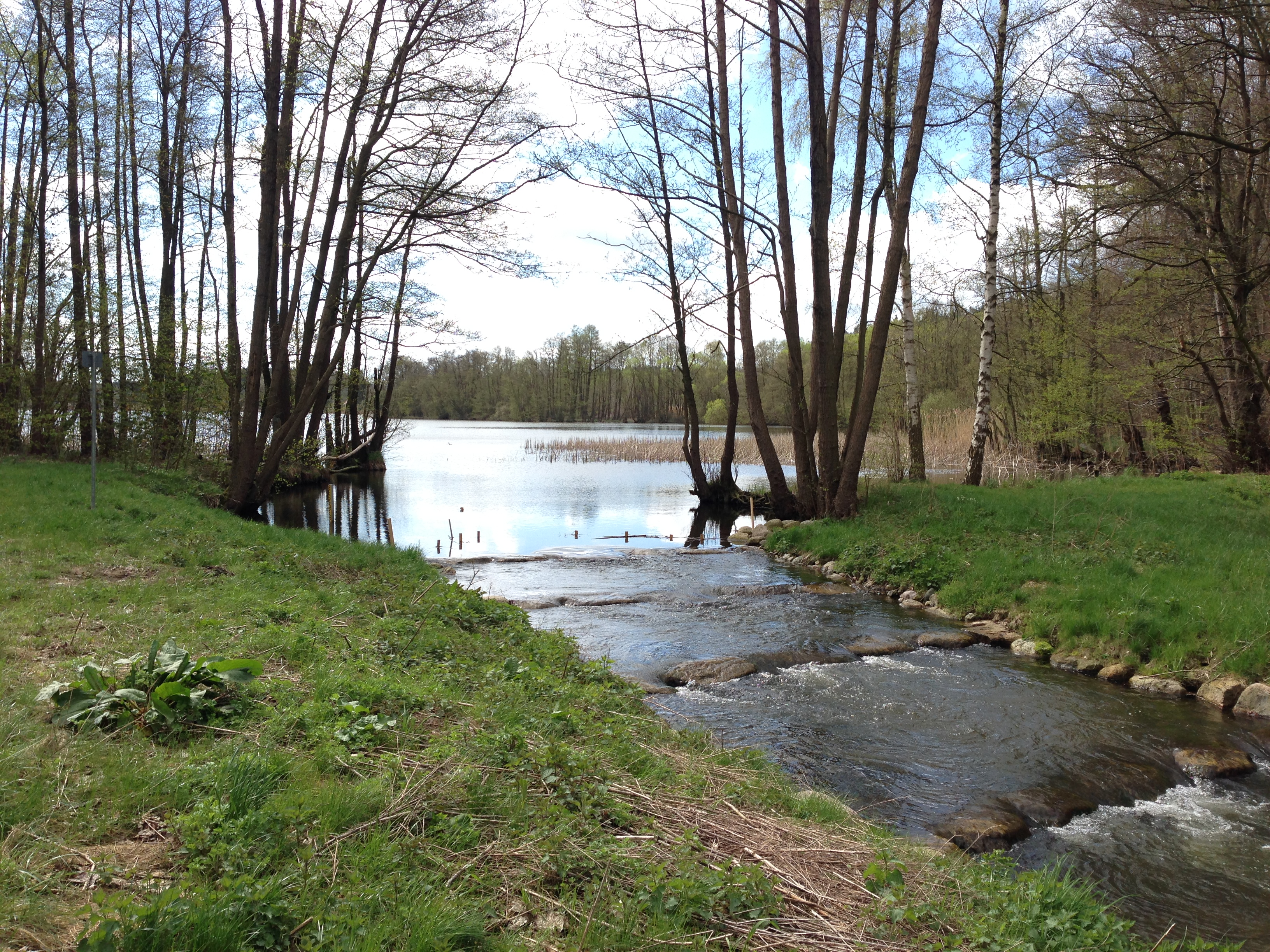

53°47′39″N 11°29′18″E / 53.79417°N 11.48833°E
洛斯滕湖（德語：Lostener See），是德國的湖泊，位於該國東北部，由梅克倫堡-前波美拉尼亞州負責管轄，處於西北梅克倫堡縣，面積0.22平方公里，海拔高度35.9米。